# Dark Days
Dark Days es el tercer álbum de estudio de la banda de nu metal, Coal Chamber. Fue lanzado en el 2002 y también fue el último que lanzó la banda conjuntamente antes de su separación.
La bajista Rayna Foss-Rose deja la banda antes de la grabación del disco, por lo cual es remplazada por Nadja Peulen, la que ya antes la reemplazó en un tour Coal Chamber en 1999 debido al embarazo de Rayna. Este fue el último álbum de estudio de la banda antes de separarse a causa de las discutidas diferencias musicales entre los miembros. En uno de sus últimos concierto, el guitarrista Meegs Rascon golpeó accidentalmente con su guitarra al vocalista Dez Fafara en la cabeza, lo que provocó una breve suspensión del espectáculo, luego Dez solamente volvió para decirle al público que este sería el último concierto de Coal Chamber.

## Lista de canciones
1. "Fiend" – 3:01
2. "Glow" – 3:12
3. "Watershed" – 2:36
4. "Something Told Me" – 3:23
5. "Dark Days" – 3:40
6. "Alienate Me" – 3:18
7. "One Step" – 2:39
8. "Friend?" – 3:34
9. "Rowboat" – 4:49
10. "Drove" – 3:12
11. "Empty Jar" – 3:52
12. "Beckoned" – 4:02

## Integrantes
- B. Dez Fafara - Vocal
- Meegs Rascon - Guitarra, Vocal secundaria
- Nadja Peulen - Bajo
- Mike "Bug" Cox - Batería

- Datos: Q1950970